# Obsko-ugrické jazyky
Obsko-ugrické jazyky tvoří spolu s maďarštinou větev ugrických jazyků, spadajících do uralské jazykové rodiny. Zahrnuje jen dva jazyky, chantyjštinu (osťáčinu, 12 000 mluvčích) a mansijštinu (vogulštinu, 3000 mluvčích). Oba jsou rozděleny do mnoha velmi odlišných dialektů.